# Czarnogóra na Letniej Uniwersjadzie 2009
Czrnogórę na Letniej Uniwersjadzie w Belgradzie reprezentowało 46 zawodników. Reprezentanci Czarnogóry nie zdobyli żadnego medalu.
Sporty drużynowe w których Czarnogóra brała udział:
| Dyscyplina  | Mężczyźni | Kobiety |
| Koszykówka  |           |         |
| Piłka nożna |           |         |
| Piłka wodna | ✔         |         |
| Siatkówka   | ✔         |         |